# Cataratas del Niágara
Las cataratas del Niágara (Niagara Falls en inglés, Chutes du Niagara en francés) son un conjunto de cascadas situadas en el río Niágara, en la zona noreste de América del Norte, entre  Canadá y Estados Unidos. Situadas a unos 236 metros sobre el nivel del mar, su caída es de aproximadamente 51 metros.
Comprenden tres cataratas: la «catarata canadiense» (Ontario), la «catarata estadounidense» (Nueva York) y la «catarata Velo de Novia», más pequeña. Aunque no tienen una gran altura, son muy amplias y son las más voluminosas de América del Norte, ya que por ellas pasa toda el agua de los Grandes Lagos. Entre las cataratas canadienses y las estadounidenses se encuentra la Isla de la Cabra.
Desde que fueron descubiertas por los colonizadores europeos se han hecho muy populares, no solo por su belleza sino también por ser una fuente de energía y un desafiante proyecto de conservación medioambiental. Son un lugar de turismo compartido por las ciudades de Cataratas del Niágara (Nueva York) y Cataratas del Niágara (Ontario).
El nombre «Niágara» es originario de una palabra iroquesa que significa «trueno de agua». Los habitantes originarios de la región eran los ongiara, una tribu iroquesa llamada los neutrales por los conquistadores franceses, quienes encontraron en ellos ayuda como mediadores de disputas con otras tribus.

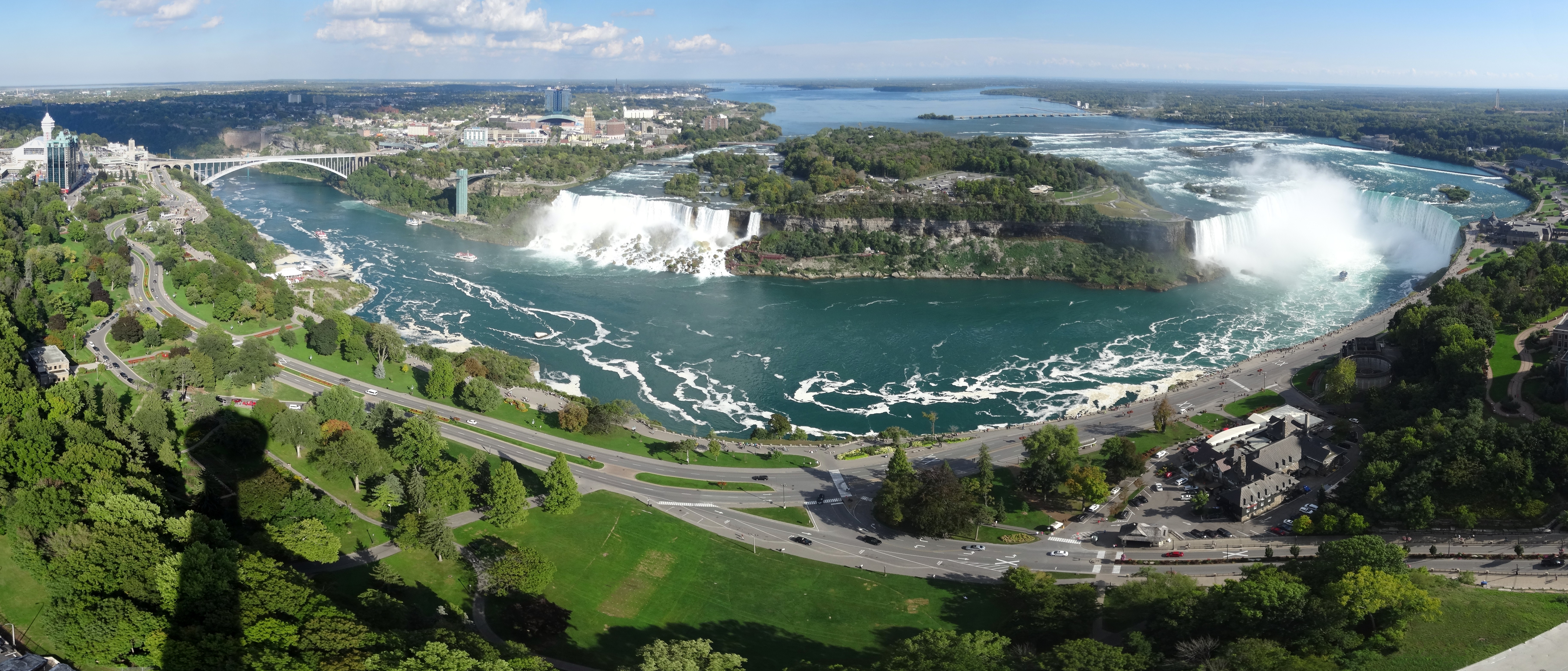
Vista desde la Torre Skylon en Niagara Falls.

Las raíces históricas de las cataratas del Niágara se encuentran en la glaciación que culminó hace unos 10 000 años. Tanto la región de los Grandes Lagos de Norteamérica como el río Niágara son efectos de esta glaciación continental. Fue un enorme glaciar que avanzó sobre el área oriental de Canadá como una gran excavadora moliendo rocas y suelo, removiéndolos y profundizando algunos canales de ríos hasta convertirlos en lagos.

## Entorno histórico

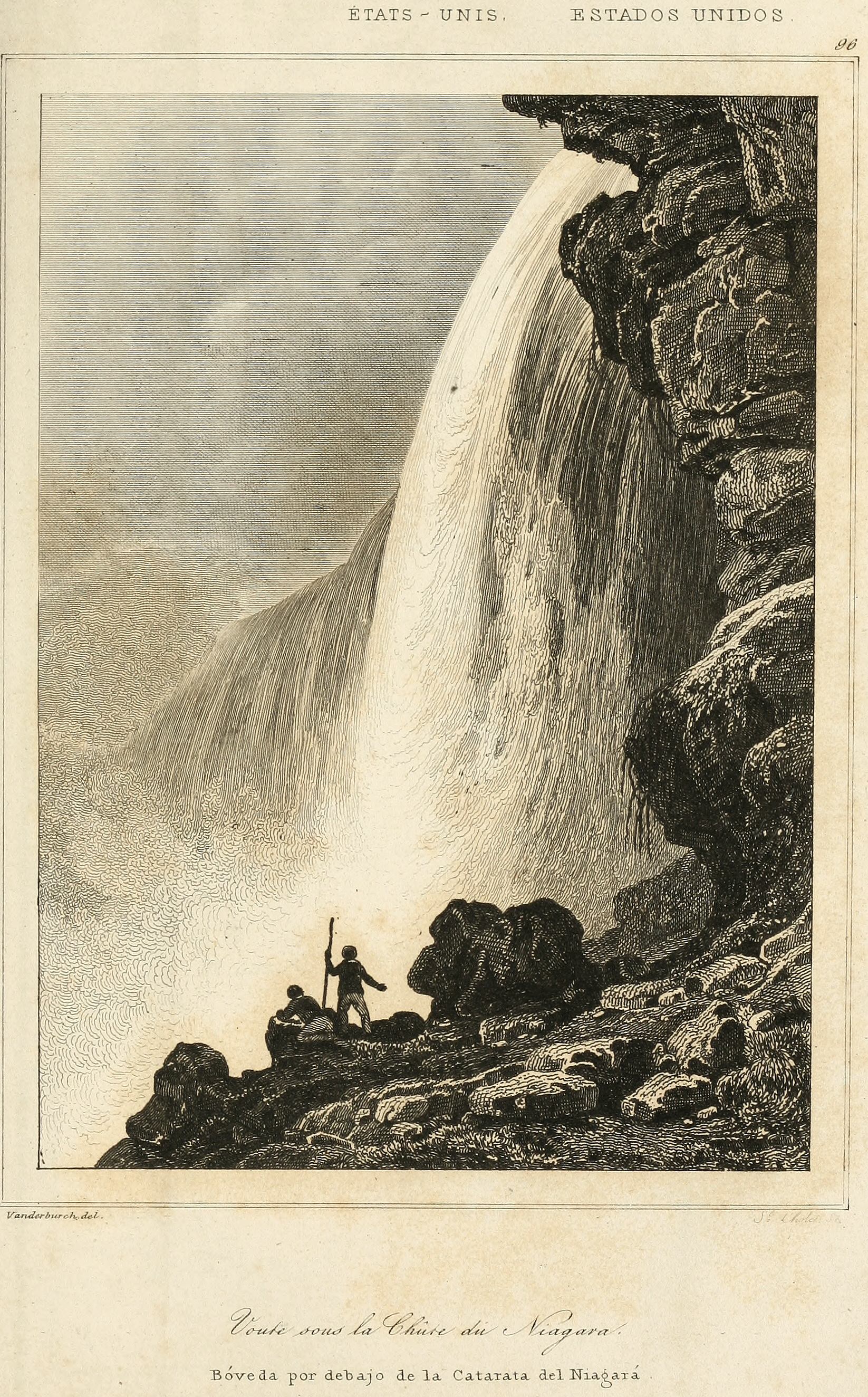
Cataratas del Niágara, en los Estados Unidos de América, de Roux de Rochelle (grabado en madera de 1837).

Existe controversia sobre quién fue el primer europeo en dar una descripción escrita sobre las cataratas. La zona fue visitada por Samuel de Champlain en 1604. Miembros de su grupo le informaron de la existencia de unas cataratas espectaculares, que fueron mencionadas en su diario de viaje, pero nunca vistas por él. Algunos afirman que el naturalista Pehr Kalm hizo la primera descripción de las cataratas durante una expedición al área a comienzos del siglo XVIII. Sin embargo, la mayoría de los historiadores concuerdan en que el padre Louis Hennepin las observó y describió mucho antes, en 1677, después de haber viajado a la zona con el explorador René Robert Cavelier de La Salle. Hennepin también fue el primero en describir las cataratas de San Antonio en Minnesota.
Durante el siglo XIX el turismo las popularizó y era el área más industrializada a mitad de siglo. La demanda por observarlas hizo que en 1848 se construyera un puente para peatones y luego el puente de suspensión del Niágara de Charles Ellet. Este fue reemplazado por el puente de suspensión de las cataratas del Niágara de John Augustus Roebling en 1855. En 1886 Leffert Buck reemplazó el puente de Roebling, construido en madera y piedra, por uno en donde predomina el acero, que aún hoy día lleva una línea férrea sobre las cataratas. El primer puente de acero cercano a las cataratas fue completado en 1897, hoy conocido como Whirlpool Rapids Bridge. Tiene paso para vehículos, trenes y peatones entre Canadá y los Estados Unidos justo por debajo de las cataratas. En 1941 se completó el tercer paso con el puente Rainbow Bridge, que permite el tránsito de vehículos y de peatones.
Especialmente después de la Primera Guerra Mundial, el turismo tuvo un crecimiento explosivo, ya que los automóviles hacían la llegada hasta las cataratas mucho más fácil. La historia de las cataratas del Niágara en el siglo XX es en gran parte la de los esfuerzos tendientes a aprovechar la energía de las cataratas para producir energía hidráulica y controlar el crecimiento descontrolado tanto del lado estadounidense como canadiense, que amenazan la belleza natural del lugar. A principios de la década de 1980, el Cuerpo de Ingenieros del Ejército de los EE. UU. rellenó más terreno y construyó presas derivadoras y muros de contención para mantener el agua fuera de Terrapin Point. En total, se eliminaron 400 pies (120 m) de la catarata de Horseshoe, incluidos 100 pies (30 m) en el lado canadiense. Según el autor Ginger Strand, las cataratas de Horseshoe actualmente está completamente en Canadá. Otras fuentes dicen que "la mayor parte" de la Horseshoe Falls se encuentra en Canadá.

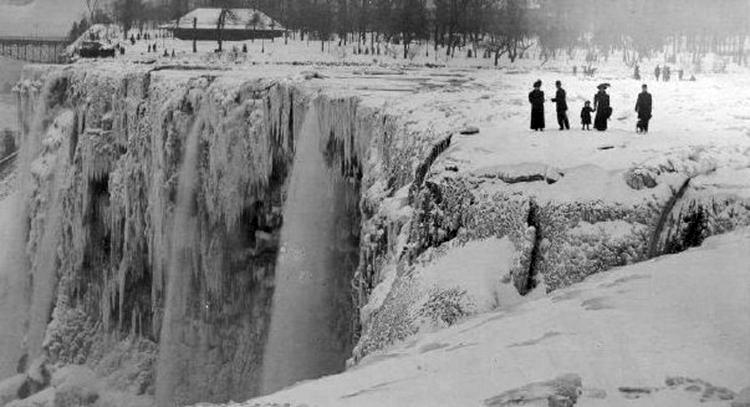
Cataratas del Niágara congeladas en 1911

## Impacto sobre la industria y el comercio

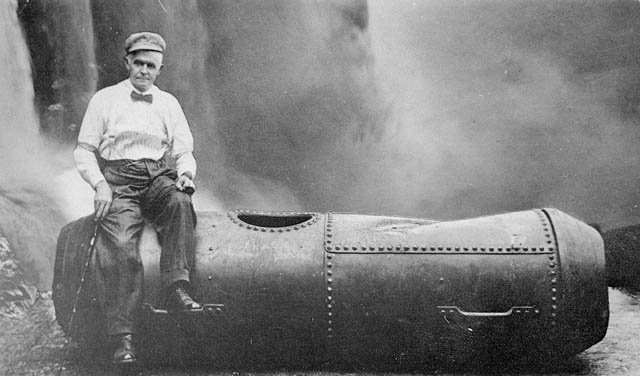
Bobby Leach y su barril después de su peligroso descenso de las cataratas del Niágara, el 25 de julio de 1911.

Las cataratas fueron tempranamente reconocidas como una fuente potencial de energía. El primer esfuerzo conocido para su aprovechamiento fue en 1759, cuando Daniel Joncairs construyó un pequeño canal sobre las cataratas para proveer de energía a su aserradero. Augustus y Peter Porter compraron esta área y todas las cataratas norteamericanas en 1805 al gobierno de Nueva York y alargaron el canal para proveer de energía hidráulica a su molino harinero y curtiduría. En 1853, la compañía Niagara Falls Hydraulic Power and Mining Company fue contratada para construir canales que serían utilizados en la generación de electricidad. En 1881, bajo el mando de Jacob Schoellkopf fueron capaces de producir suficiente corriente continua como para iluminar las cataratas y los poblados cercanos. 

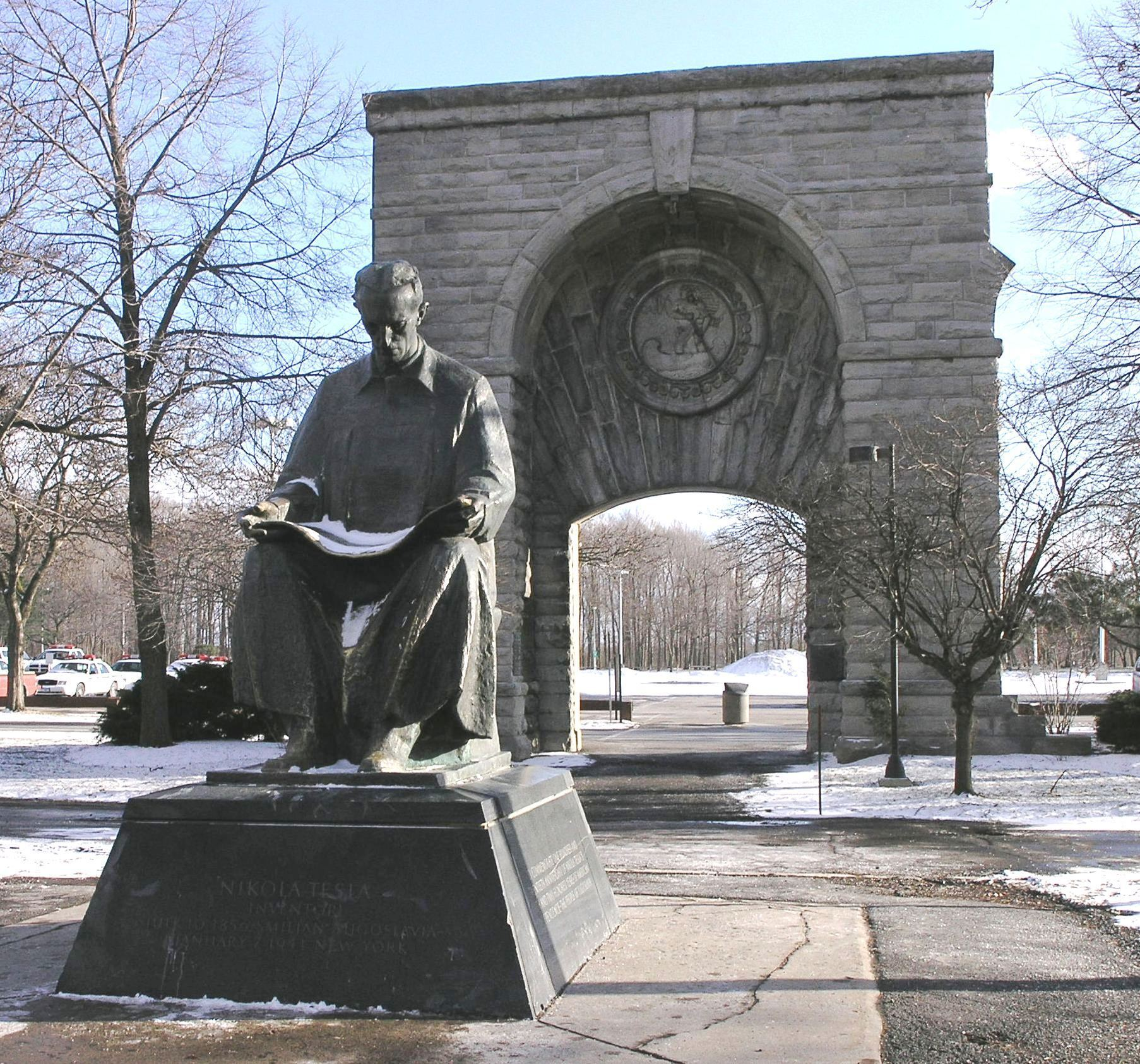
Monumento a Tesla en Goat Island, Niagara Falls, Nueva York.

Cuando Nikola Tesla, a quien más tarde se le construyó un monumento en las cataratas, descubrió la corriente alterna, se hizo posible la transferencia de electricidad a distancia. En 1893, la compañía "Niagara Falls Power Company" contrató a George Westinghouse para diseñar un sistema capaz de generar corriente alterna. En 1896, con el financiamiento de J. P. Morgan, John Jacob Astor IV, y Vanderbilt, se construyeron gigantescos conductos subterráneos y turbinas generadoras de más de 100 000 HP, capaces de enviar energía hasta la ciudad de Búfalo, a 32 km. El gobierno de Canadá también comenzó a aprovechar la energía de las cataratas, empleando firmas nacionales y estadounidenses. Actualmente, entre el 50 % y el 75 % de la corriente del río Niágara es desviada mediante cuatro grandes túneles y llevada a las plantas hidroeléctricas Robert Moses Niagara Hydroelectric Power Station en Estados Unidos y Sir Adam Beck Hydroelectric Power Stations en Canadá, situadas en el cañón del Niágara una vez pasadas las cataratas, y donde el agua se deja caer de vuelta al río pasando por unas turbinas hidroeléctricas que proveen de energía a las áreas cercanas de Estados Unidos y Canadá.
Los barcos pueden esquivar las cataratas mediante el canal Welland, el cual fue mejorado e incorporado a la vía marítima del San Lorenzo (Saint Lawrence Seaway). Mientras que esta ruta fluvial desvió el tráfico acuático cerca de Buffalo y condujo al decaimiento de las industrias de acero y grano, otras industrias del valle del río Niágara han florecido, con la ayuda de la energía eléctrica producida por el río.
Las ciudades de Cataratas del Niágara (Ontario) y Cataratas del Niágara (Nueva York) están conectadas por tres puentes, incluyendo el Puente Rainbow, que ofrece la vista más cercana a las cataratas. Cerca de allí se encuentra el Aeropuerto Internacional de Niagara Falls y el Aeropuerto Internacional Buffalo Niagara, así como la Universidad de Niágara e innumerables negocios locales.

## Esfuerzos de preservación

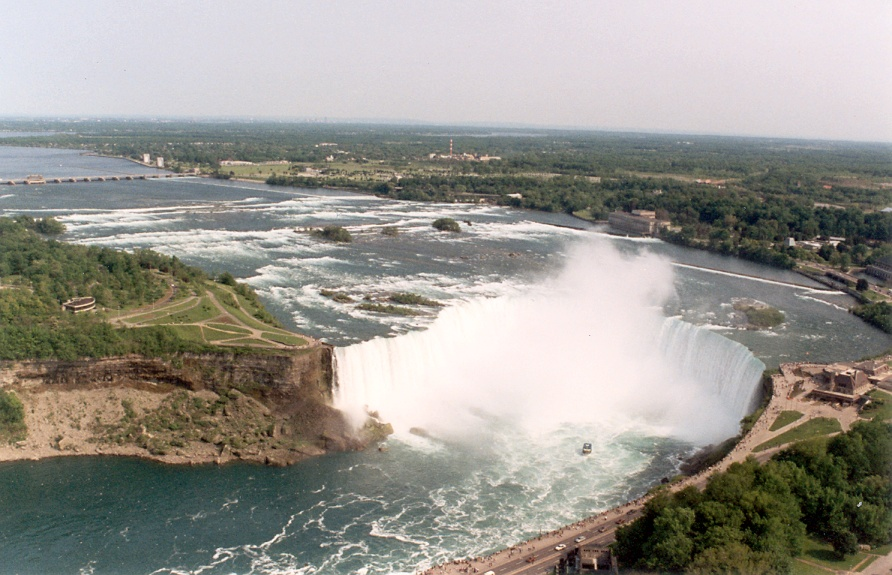
Cataratas del Niágara desde el lado canadiense

Durante los dos primeros siglos posteriores al asentamiento europeo en la zona, las tierras a ambos lados de las cataratas eran de propiedad privada. El desarrollo de la región amenazaba la belleza natural del sitio y en ocasiones los visitantes debían pagar para poder ver las cataratas a través de un agujero en una cerca. En 1885 las autoridades de Canadá y los Estados Unidos comenzaron a adquirir las tierras adyacentes con vistas a la preservación del lugar. En Nueva York, el artista Frederick Church y el paisajista Frederic Law Olmsted encabezaron el movimiento "Free Niagara", el cual persuadió al estado de Nueva York para comprar las tierras bajo garantía de hacer una reserva estatal. Ese mismo año, la provincia canadiense en Ontario estableció el parque Queen Victoria Niagara Falls Park con los mismos propósitos. Ambas organizaciones han conseguido notables éxitos en operaciones para restringir el desarrollo en ambos márgenes de las cataratas y el río Niágara. En el lado canadiense, la Niagara Falls Commission regula el uso de las tierras a lo largo del curso del río Niágara, desde el lago Erie hasta el lago Ontario.
Hasta el presente, las cataratas fueron retirándose hacia el sur con un ritmo de 0,6 a 3,0 m por año, debido a la erosión. Este proceso se inició lentamente por el desvío de cantidades cada vez mayores del flujo del río Niágara hacia las plantas hidroeléctricas instaladas en ambos lados del río. El 2 de enero de 1929 Estados Unidos y Canadá llegaron a un acuerdo sobre el plan de acción para preservar las cataratas. En 1950 firmaron un tratado llamado Niagara River Water Diversion treaty, que considera el tema de la desviación del agua.
Además de los efectos por la desviación de agua, los esfuerzos para el control de la erosión han incluido la construcción de diques subacuáticos para redirigir las corrientes más dañinas y la consolidación mecánica de la cima de las cataratas. El trabajo más complejo fue llevado a cabo en 1969, cuando el río Niágara fue desviado completamente de las cataratas estadounidenses durante varios meses, interrumpiendo una de las caídas de agua. Mientras que las cataratas canadienses absorbían el flujo de agua extra, un grupo de ingenieros estudiaron el lecho del río y trabajaron en él para retrasar la erosión. Un proyecto para quitar grandes cantidades de fragmentos de rocas depositados en 1954 fue abandonado debido al alto costo de la operación.

## Las cataratas en el entretenimiento y la cultura popular

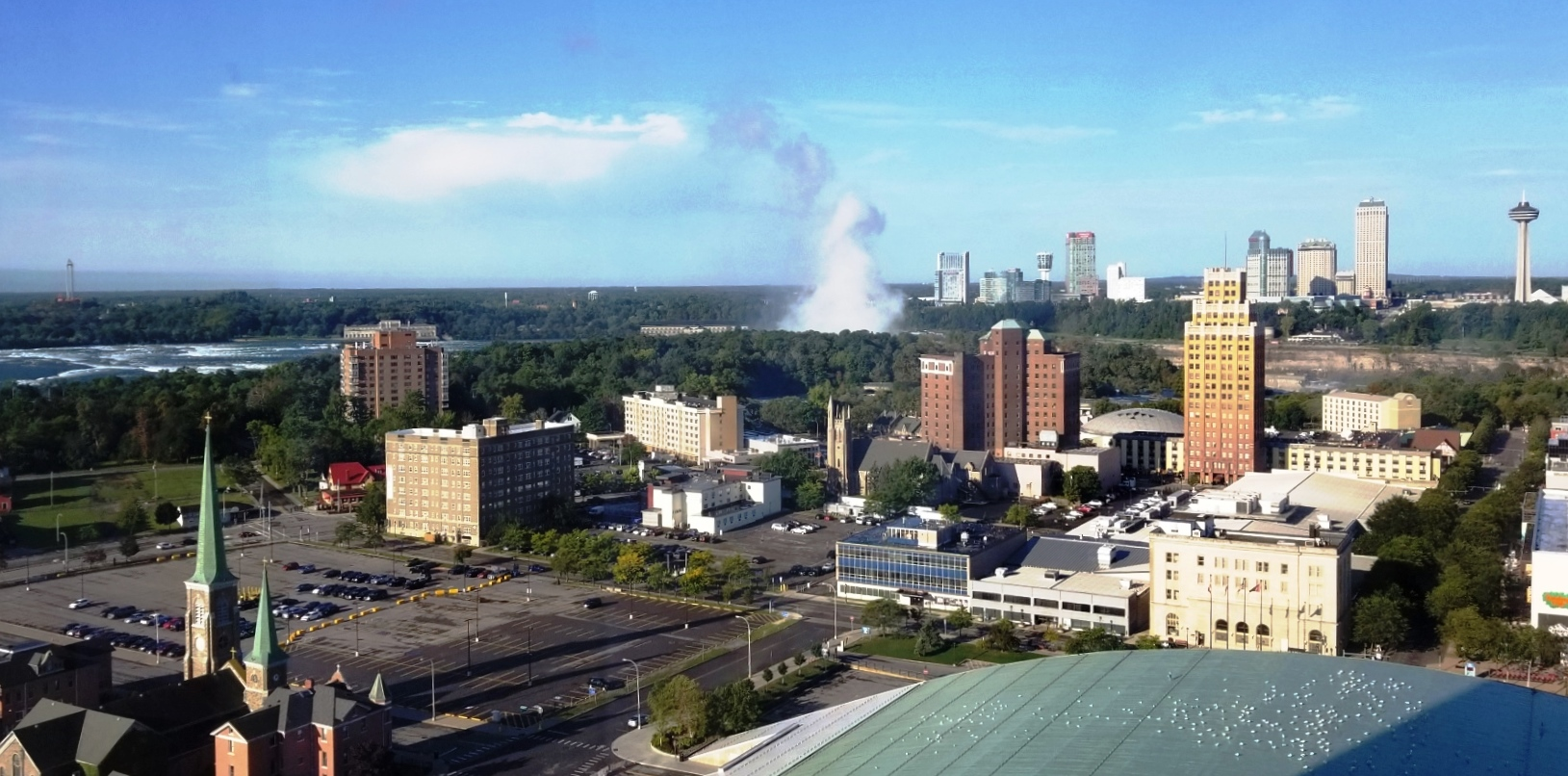
A distancia, se observa la columna de vapor de agua creada por las cataratas. Vista desde Nueva York, Estados Unidos; los edificios al fondo están en Canadá.

En octubre de 1829 Sam Patch fue la primera persona, que se conozca, en saltar desde las cataratas canadienses y sobrevivir. Con ello comenzó una larga tradición de personas que quisieron imitarlo. En 1901 Annie Taylor, de 63 años de edad, fue la primera persona en atravesar las cataratas como bala humana, y sobrevivió sin daños. Desde entonces, otras 14 personas han intentado traspasarlas. Algunos lo han conseguido sin lastimarse, pero otros se han ahogado o herido gravemente en el intento. Los supervivientes han tenido que afrontar cargos en su contra y multas, ya que es ilegal intentar traspasar las cataratas. El ilusionista David Copperfield es el más reciente en sumarse a la lista de exitosos en traspasarlas en 1990.
Otras personas han hecho de cruzar las cataratas su objetivo. Comenzando por Jean Francois "Blondin" Gravelet en 1859, muchos equilibristas han llevado a gran cantidad de público a ver sus proezas.
El inglés Matthew Webb, el primer hombre que cruzó a nado el canal de la Mancha. El  24 de julio de 1883 quiso cruzar a nado las cataratas del Niágara, y después de 10 minutos se ahogó en un remolino. 
Las cataratas ya eran una atracción turística y el lugar preferido por los estadounidenses que celebran su luna de miel, pero la cantidad de visitantes creció abruptamente en 1953 después del estreno de "Niagara", película protagonizada por Marilyn Monroe. En la década de 1980 las cataratas fueron el lugar elegido para algunas escenas de la película "Superman II". El complejo turístico cercano a las cataratas es el lugar desde donde se hizo el programa televisivo "Wonderfalls" a comienzos del año 2004. Las cataratas del Niágara han generado mayor fascinación hacia los turistas debido a que han sido parte del rodaje de películas como: "La Novia de Chucky", "Piratas del Caribe", "Camille" y “Un amor por siempre”.
En 2014 causó la atracción por parte de los turistas ya que hacia años que no se congelaban de tal manera como sucedió el 21 de enero, con una temperatura de 30 grados bajo cero.  
Con el crecimiento del turismo internacional, las visitas anuales superaron los 14 millones de turistas en el año 2003.
Las cataratas del Niágara de noche se admiran más desde el lado canadiense, pues luces artificiales iluminan ambos lados durante varias horas después del ocaso.

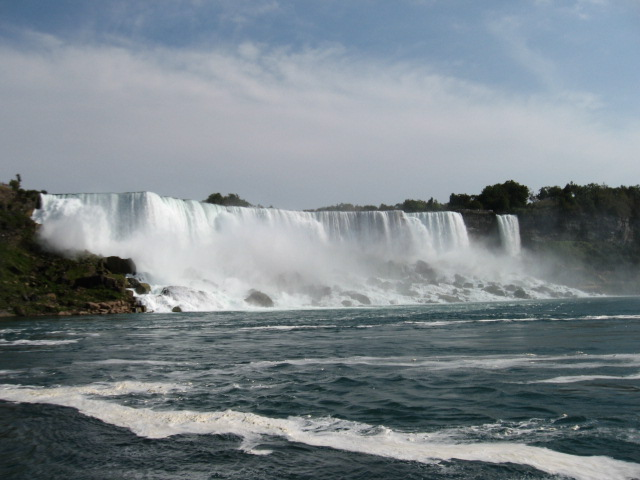
Cataratas del Niágara desde Canadá.
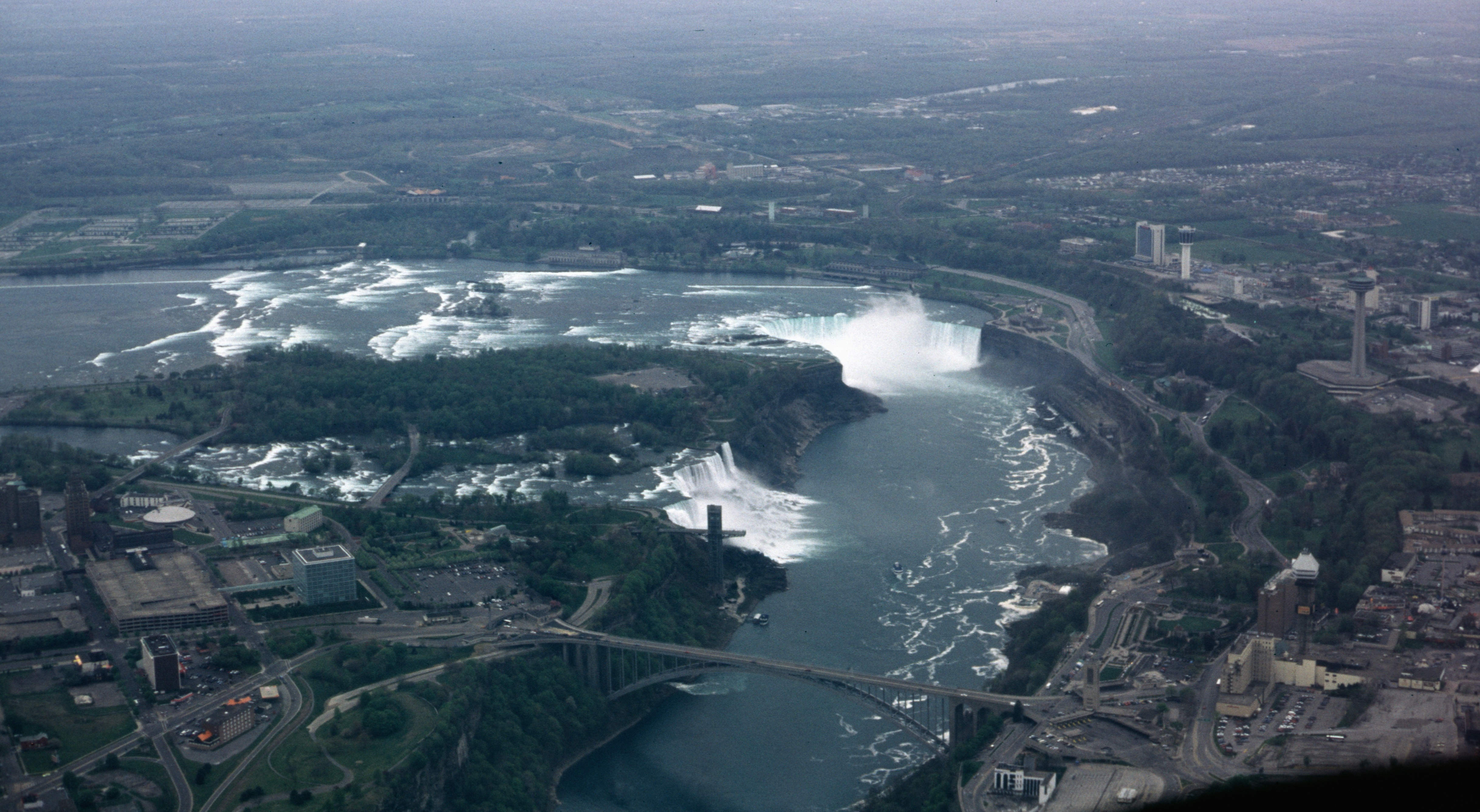
Vista aérea de las cataratas del Niágara, que separan a EE UU y Canadá.
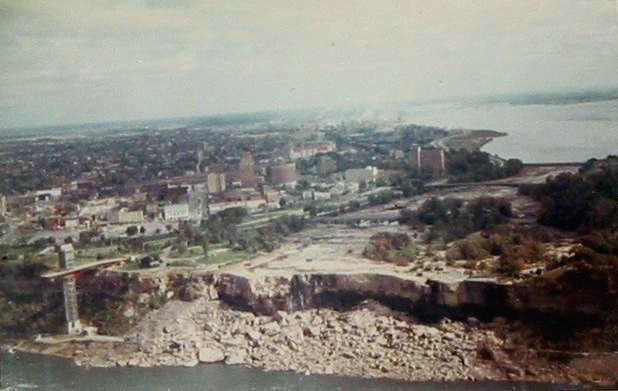
Las cataratas estadounidenses cuando se desvió el caudal del río Niágara en 1969.
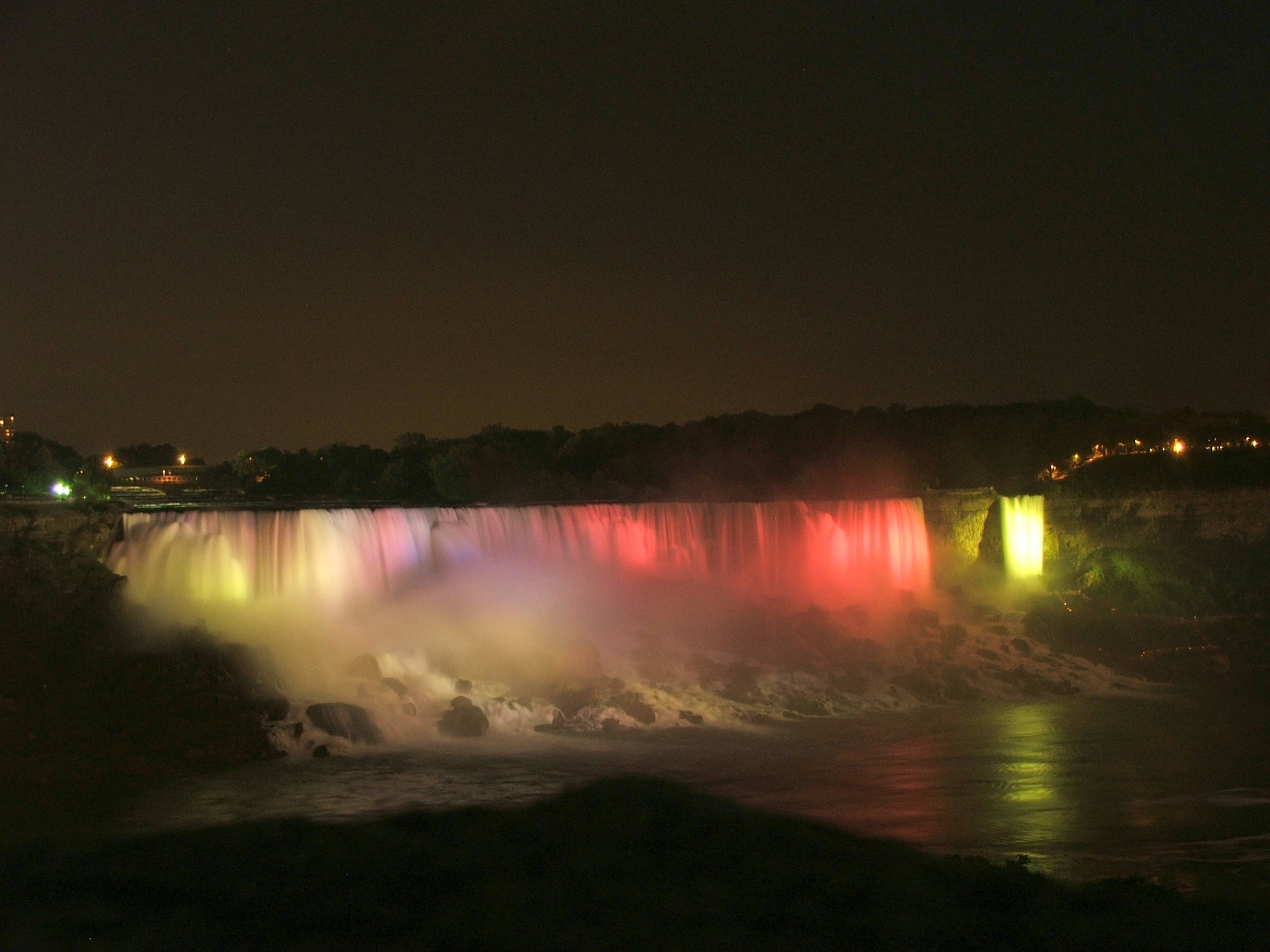
Las cataratas del Niágara, de noche.
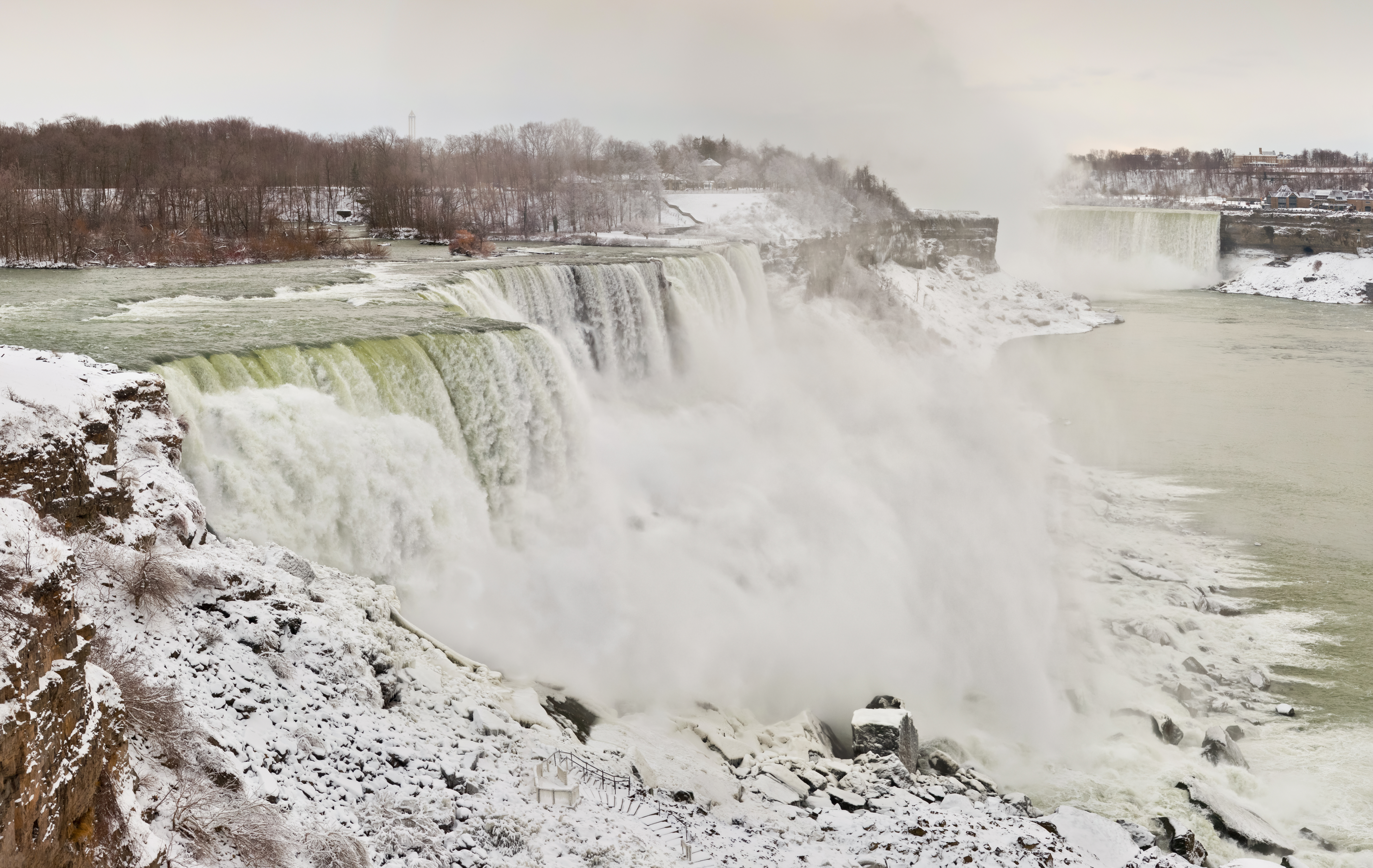
Las cataratas del Niágara, en invierno, desde Prospect point.
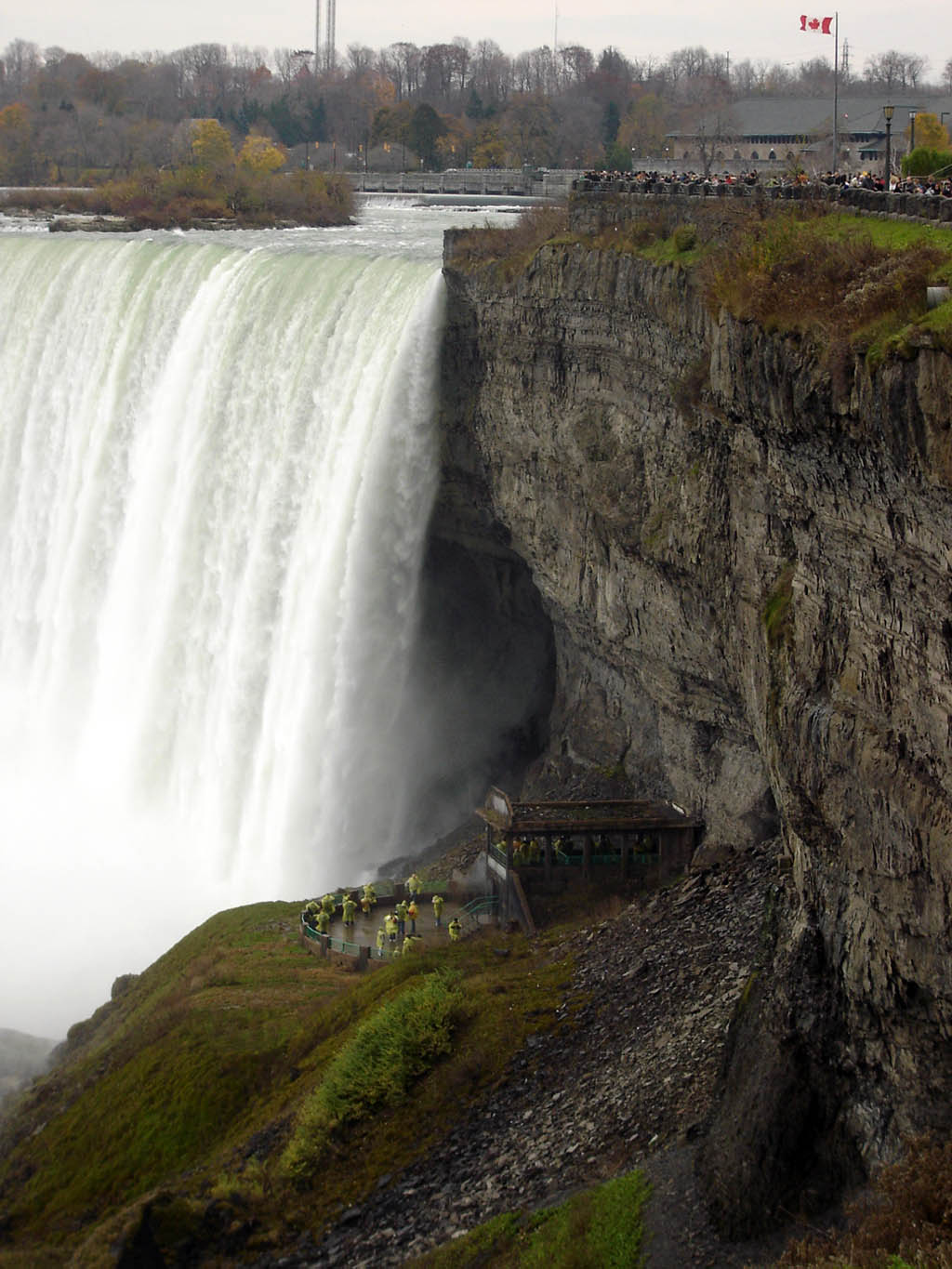
Vista debajo de las cataratas.

## Visitando las cataratas
En el lado estadounidense, la cueva de los Vientos conduce a los excursionistas a un punto debajo de la catarata Velo de Novia. El Niagara Scenic Trolley ofrece viajes guiados a través de las cataratas estadounidenses.
En el lado canadiense, el Parque Reina Victoria posee plataformas que ofrecen una espectacular vista a las cataratas estadounidenses y canadienses. También hay senderos que conducen a observatorios que producen la ilusión de estar bajo las cataratas. La cubierta de observación cercana a la Torre Skylon ofrece la vista más elevada sobre las cataratas y, hacia el otro lado, unas espectaculares vistas de la ciudad de Toronto.
Junto con la Konica Minolta Tower, es una de las dos torres en Canadá con vista a las cataratas. 
En el río Niágara, la empresa Niagara River Recreational Trail recorre 32 km, desde el fuerte Erie hasta el fuerte George, e incluye muchos sitios históricos relacionados con la guerra de 1812.
Los cruceros Maid of the Mist llevan pasajeros por debajo de las cataratas desde 1846. El Spanish Aerocar, construido en 1916 a partir del diseño del ingeniero español Leonardo Torres Quevedo es un cablecarril que lleva pasajeros desde el lado canadiense hasta debajo de las cataratas.

Panorama de las cataratas del Niágara.